# Xanthothrix ranunculi
Xanthothrix ranunculi là một loài bướm đêm trong họ Noctuidae.